# Rutger Wessel VII van Boetzelaer

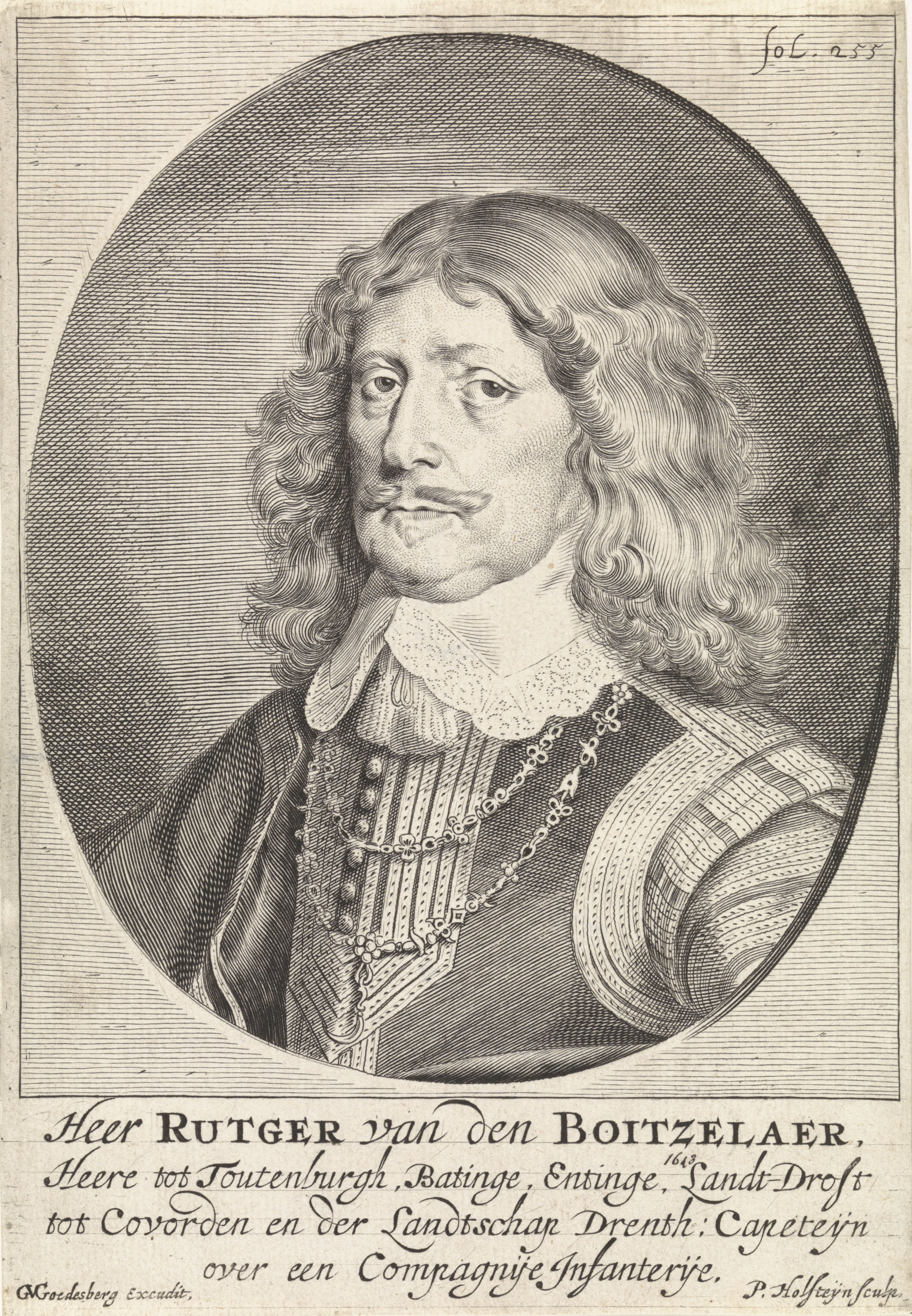
Rutger Wessel VII van Boetzelaer

Rutger Wessel baron van Boetzelaer, heer van Asperen en van de Merwede (1566 – 1 oktober 1632) was een Nederlands edelman en bestuurder.

## Leven
Hij was de oudste zoon van Rutger VI van Boetzelaer en Agnes van Belle. Onder prins Maurits van Oranje diende hij in 1595 als ritmeester en vocht hij in de veldslagen bij Turnhout en bij Nieuwpoort. In 1604 volgde hij zijn vader op als heer van Asperen. Op 14 oktober 1612 werd hij met zijn broers Gideon en Werner Adolf door keizer Matthias tot vrije baron van het Heilige Roomse Rijk verheven. Hij behoorde tot de ridderschap en was lange tijd voorzitter van de Gecommitteerde raden. Na de gevangenneming van Oldenbarnevelt in augustus 1618 drong hij met Jan van Beieren door tot diens cel in een poging om hem vrij te krijgen. Op bevel van prins Maurits werden ze zelf vastgehouden en ontwapend, maar dan onder handtasting vrijgelaten.
Van Boetzelaer was een geleerd man die dichtwerk van Guillaume de Saluste du Bartas vertaalde onder de titel Eerste week der Scheppinge des Waerelds (1622). Datzelfde jaar bracht hij zelf in het Frans het gedicht Méditations Christiennes sur trois Pseaumes du Prophète David uit.

## Familie
Hij trouwde in 1598 met Amelia van Marnix (ca. 1570-1604), dochter van Filips van Marnix. Ze hadden drie kinderen, onder wie een zoon Rutger, die Na haar dood sloot hij in 1605 een ondertrouw met Anna van Hornes, maar die stierf vóór het eigenlijke huwelijk. Daarna hertrouwde hij met Maria van Zuyen, weduwe van Jan van Huchtenbroek.